# Eustache du Lys de Grenant
 Eustache du Lys de Grenant, né v. 1561 et mort le 17 juin 1643 au château de Prémery, est un prélat français du XVIIe siècle. Il est fils de Pierre du Lys, gouverneur du Hurepoix, et d'Élie de Saint-Phal.

## Biographie
Eustache du Lys de Grenant est né dans une famille établie dans le Nivernais depuis 1505. Il est le fils de Pierre et d'Elie de Saint-Phalle sa 3e épouse. On ne sait rien de sa formation car il doit sans doute avoir été initialement destiné à une carrière militaire. Toutefois il est clerc, et sert pendant douze ans l'évêque Arnaud Sorbin dès 1582. Il est également choisi en 1579 comme vicaire général et devient prieur commendataire du prieuré de Saint-Gildard en 1589. Le Saint-Siège accepte de reconnaitre en 1606 qu'il est détenteur d'une licence in utroque jure
Henri IV en fait l'un de ses aumôniers puis le met à la tête de l'évêché de Nevers en 1606. Il est consacré le 19 novembre 1606 dans la collégiale de Melun et intronisé à Nevers les 9 et 10 décembre suivant. L'épiscopat d'Eustache du Lys est marqué par la fondation et l'établissement d'un grand nombre de communautés religieuses : 
- en 1618, la congrégation de l'Oratoire s'établit à Nevers ;
- en 1619, Eustache autorise l'établissement des religieuses de Notre-Dame du Mont-Carmel, fondé par Jacqueline Roy, veuve de Claude Gacoing, seigneur de Vérille ;
- en 1622 un couvent d'ursulines est établi à Nevers ;
- en 1624, Charles Roy donne des fonds pour établir à Nevers un couvent de carmes déchaussés.

Il s'adjoint son neveu et filleul Eustache de Chéry de Mongazon, qui est consacré évêque titulaire de Philadelphie-en-Arabie comme coadjuteur en 1633 et lui laisse le plein exercice de l'administration du diocèse à partir de 1640. 
Il meurt le 17 juin 1643 au Château de Prémery. Il est inhumé dans le chœur de la cathédrale de Nevers (où l'on peut encore voir sa dalle funéraire), ses entrailles sont enterrées vers le grand autel de l'église de Prémery tandis que son cœur repose aux Capucins de Nevers.

## Blason
D'azur, à trois chiens courants d'or, l'un sur l'autre, et une fleur de lys de même en chef

## Sceau
Son sceau est du même type que celui de son prédécesseur. Les armes ci-dessus s'y trouvent sur un écusson entre deux rinceaux avec la mitre et la crosse. La légende est : EUTACHIUS.DV.LYS.EPISCOPUS.NIVERNENSIS.